# جيك ويسلي روجرز
جيك ويسلي روجرز (بالإنجليزية: Jake Wesley Rogers)‏، المولود في 19 ديسمبر 1996 في سبرينغفيلد، ميزوري، هو موسيقي بوب وكاتب أغاني أمريكي.

## سيرة
نشأ روجرز في أوزارك، ميسوري، حيث تعلم العزف على الجيتار في سن السادسة وبدأ العزف على البيانو والتدريب الصوتي في سن 12 عامًا. بدأ روجرز الأداء في الإنتاج المسرحي في الصف الخامس وكتابة الأغاني بعد ذلك بوقت قصير. في سن مبكرة حضر الحفلات الموسيقية التكوينية لفنانين مثل ليدي غاغا ونيللي فرتادو. ظهر روجرز على أنه غاي في الصف السادس، وعلى الرغم من أن عائلته كانت داعمة، فقد شعر أنه كان عليه إخفاء توجهه بسبب المناخ الثقافي في مسقط رأسه.
انتقل روجرز إلى ناشفيل، تينيسي في سن 18 لدراسة تأليف الأغاني في جامعة بلمونت. جذب الأداء الحي لروجرز في عامه الأول اهتمام سوني/تلفزيون تناظري، مما أدى إلى صفقة نشر. تخرج روجرز في عام 2018.

## مهنة

### 2016–2020: بداية مسيرته
بدأ روجرز إطلاق الموسيقى بشكل مستقل في عام 2016، مما أدى إلى ظهوره لأول مرة مسرحية مطولة دائم الخضرة في يونيو 2017. بعد إطلاق أغنيته المنفردة التالية "جاكوب من الكتاب المقدس" و "الملكة الصغيرة" في فبراير ومارس 2019 على التوالي، أطلق روجرز طالبة في السنة الثانية EP الروحية في أبريل 2019 ، تليها جولة أوروبية وعرض على راديو بي بي سي 4 في ذلك الخريف.
في تشرين الثاني (نوفمبر) 2020، ظهر روجرز في أسعد موسم موسيقى تصويرية من إنتاج جاستن ترانتر، جنبًا إلى جنب مع مجموعة أخرى من مؤلفي الأغاني والفنانين مجتمع الميم.

### 2021–الآن: توقيع وارنر للتسجيلات
في مايو 2021، تم الكشف عن أن روجرز قد وقع على وارنر ريكوردز عبر بصمة سجلات الوجه الخاصة بـ ترانتر. لفت لوكاس كانزونا، مدير أعمال روجرز، انتباه ترانتر في عام 2019 من خلال رسالة بريد إلكتروني تسلط الضوء على أداء حي لأغنية روجرز المنفردة "جاكوب من الكتاب المقدس". لفت ترانتر انتباه روجرز إلى الرئيس التنفيذي لشركة سجلات وارنر والرئيس المشارك آرون باي-شوك، الذي أُسر بأداء روجرز الحي، ووقع الاثنان روجرز في أواخر عام 2020. أصدر روجرز أغنيته الفردية الأولى "وسط الحب" جنبًا إلى جنب مع الإعلان. الأغنية المنفردة، التي شارك في كتابتها مع ترانتر وإرين كاناتا، هي العرض الأول من روجرز القادم 2021 هص. أصدر روجرز أغنيته المنفردة التالية "لحظة" في يونيو 2020. قدم روجرز أول ظهور تلفزيوني له في 5 أكتوبر 2021 في العرض المتأخر مع جيمس كوردن (الموسم السابع، الحلقة 17)، وهو يؤدي أغنية "وسط الحب". سيظهر روجرز كعمل افتتاحي في جولة خيالية لـ بن بلات في سبتمبر وأكتوبر 2022. سيظهر روجرز أيضًا كعمل افتتاحي في بانيك! آت ذا ديسكو جولة عاش الثأر في سبتمبر وأكتوبر 2022.

## وصلات خارجية
- [www.jakewesleyrogers.com https://www.jakewesleyrogers.com]
- جيك ويسلي روجرز في قاعدة بيانات الأفلام على الإنترنت
- جيك ويسلي روجرز على إنستغرام
- جيك ويسلي روجرز على يوتيوب
- ويسلي روجرز على سبوتيفاي